# Joseph von Westphalen
Joseph Graf von Westphalen (* 26. Juni 1945 in Schwandorf) ist ein deutscher Schriftsteller, der vor allem als Satiriker bekannt ist.

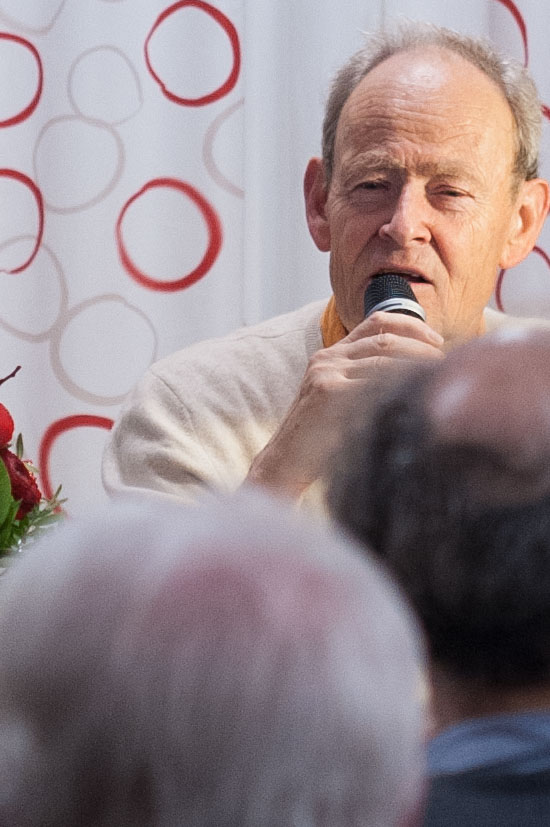
Joseph von Westphalen (2017)

## Leben
Joseph Graf von Westphalen entstammt der uradeligen Familie Westphalen. Er wuchs in München auf und studierte nach dem Abitur ab 1966 an der dortigen Universität München Literaturwissenschaft und Kunstgeschichte. 1978 promovierte er über das germanistische Thema Die Figur des scheiternden Dichters zum Doktor der Philosophie. Doktorvater war Professor Werner Vordtriede. 
Von 1979 bis 1981 war er für die Verwertungsgesellschaft Wort tätig. Anschließend war er Redakteur bei der Kulturzeitschrift „Westermanns Monatshefte“. Seit 1987 lebt er als freier Schriftsteller in München. Für die Abendzeitung schrieb er bis zum Juni 2014 nebenbei jahrelang über dreihundert wöchentliche Kolumnen unter dem Titel Der Flaneur. Er ist verheiratet und hat zwei erwachsene Kinder.
Joseph von Westphalen begann seine schriftstellerische Laufbahn als Journalist mit dem Verfassen von polemischen Glossen, die er selbst als „Entrüstungen“ bezeichnete. Er wurde rasch bekannt als scharfzüngiger Gegner von Zeitgeisterscheinungen aller Art. Seine kritischen Rundumschläge setzte von Westphalen auch in seinen Romanen fort, in denen die Figur des Harry von Duckwitz allerdings auch die andere, hedonistische Seite des Autors verkörpert. In der zweiten Hälfte der neunziger Jahre war von Westphalen einer der ersten Autoren, die die Möglichkeiten von Multimedia (CD-ROM „Mein Kosmos“, 1996) und Internet nutzten, um den Lesern quasi einen Einblick in die literarische Werkstatt zu verschaffen.
Joseph von Westphalen, der seit 1992 dem PEN-Zentrum Deutschland angehört, erhielt 1992 den Ernst-Hoferichter-Preis.
Das 1989 (unter dem Pseudonym David Elphinstone) veröffentlichte Buch „Sinecure“ wurde 2008 nachgedruckt und im Gutshaus Landsdorf bei Tribsees (Mecklenburg-Vorpommern) in eine Kunst-Installation umgewandelt.

## Werke
- Zur Entstehung der Dichterfigur, München 1978
- Warum ich Monarchist geworden bin, Zürich 1985
- In den Tempeln der Badelust, München [u. a.] 1986 (zusammen mit Gerhard P. Müller)
- Warum ich trotzdem Seitensprünge mache, Zürich 1987
- Trotzdem herzliche Grüße, Frankfurt am Main 1988 (zusammen mit Monika Maron)
- Moderne Zeiten, Zürich
  - 1 (1989)
  - 2 (1989)
- (Als Herausgeber/Übersetzer): David Elphinstone: Sinecure (Gesammelte Werke in kommentierten Einzelausgaben, Band XII)
  - Originalausgabe: Renner, München, 1989
  - Nachdruck („Entsorgungsdruck“): Edition Landsdorf, 2008
- Warum ich Terrorist geworden bin, Zürich 1989
- Von deutscher Bulimie, München 1990
- Im diplomatischen Dienst, Hamburg 1991, ISBN 978-3423116145
- Das schöne Leben, Hamburg 1993
- Das Drama des gewissen Etwas, München 1994
- Dreiunddreißig weiße Baumwollunterhosen, München 1994
- High noon, Hamburg 1994
- Das Leben ist hart, München 1994
- Die Geschäfte der Liebe, München 1995
- Die bösen Frauen, Hamburg 1996
- Lametta lasziv, Zürich 1996
- Die Liebeskopie und andere Herzensergießungen eines sehnsüchtigen Schreibwarenhändlers, München 1997
- Die Wahrheit der Anbetung, Zürich 1999
- Warum mir das Jahr 2000 am Arsch vorbeigeht oder Das Zeitalter der Eidechse, Frankfurt am Main 1999
- Wie man seine Eltern erzieht, München [u. a.] 1999
- So sind wir nicht!, Frankfurt am Main 2000
- Der Liebessalat, München 2002
- Die Memoiren meiner Frau, München 2006, ISBN 978-3442751020
- Aus dem Leben eines Lohnschreibers: Geschichten, 2009, ISBN 978-3630621494
- Zur Phänomenologie des arbeitenden Weibes: Geschichten, 2009

## Herausgeberschaft
- Die stillenden Väter, München 1983 (zusammen mit Klaus Konjetzky)
- Profit, München u. a. 1991
- Umarmungen, München u. a. 1992
- Der Gipfel, München 1993
- Der Termin, München 1994